# İskenderun
İskenderun (dawniej Aleksandretta) – miasto w południowo-wschodniej Turcji, w prowincji (il) Hatay, nad Zatoką İskenderun, u podnóża gór Amanos (tur. Elma Dagh). 176 tys. mieszkańców (1989), 230 tys. mieszkańców (2004) – ponad połowę stanowią Turcy, reszta to Arabowie. Ośrodek przemysłu hutniczego i chemicznego, końcowy terminal rurociągu naftowego biegnącego z Iraku. Największy turecki port nad Morzem Śródziemnym – wywóz ropy naftowej i rudy chromu.

## Historia
Miasto założył Aleksander Macedoński w 333 r. p.n.e. jako "Aleksandrię nad Issum", w dwóch celach. Celem doraźnym było uczczenie zwycięstwa w bitwie pod Issos, stoczonej 40 km dalej na północ. Celem dalekosiężnym było zabezpieczenie pobliskiej przełęczy Beilan ("Wrót Syrii"), mającej znaczenie strategiczne, w lepszy sposób, niż czyniło to dotychczas fenickie miasto Miriander (gr. Myriandros). Dawna nazwa miejscowości odnosi się do miasta założonego przez Aleksandra Wielkiego, choć prawdopodobnie jest położona w nieco innym miejscu. Miasto, wraz z resztą Syrii zostało w latach 64–63 p.n.e. opanowane przez Pompejusza i wcielone do państwa rzymskiego. Od tego momentu miasto dzieliło jego losy. Znalazło się więc ono następnie w granicach cesarstwa wschodniorzymskiego, a w VII w., po przejściowym opanowaniu go przez Persów, zostało zajęte przez Arabów. W 969 roku cała północna Syria została zajęta przez bizantyńczyków i ponownie przyłączona do ich państwa. W 1097 miasto zdobyli krzyżowcy, od 1516 należało do Imperium osmańskiego.
Miasto czerpało swoje znaczenie z faktu, że kończył się w nim lądowy szlak handlowy z Indii i z Chin do Europy. Port w İskenderun obsługiwał również handel lokalny północnej Syrii, północnej Mezopotamii, a nawet północno-zachodniej Persji. Dlatego, aż do otwarcia Kanału Sueskiego, İskenderun była ośrodkiem handlu, w którym faktorie utrzymywali kupcy weneccy i genueńscy, a później handlowcy z całej Europy. Niezwykle dogodne położenie portu zadecydowało o przetrwaniu miasta, choć jest położone w wyjątkowo niezdrowej okolicy – nad błotnistą deltą rzeki, zaś okalające je góry nie dopuszczają w to miejsce wiatrów znad lądu.
W latach międzywojennych miasto wchodziło w skład Syrii, która stanowiła wówczas mandat francuski i było jeszcze niezbyt wielkim portem o lokalnym znaczeniu. W latach 1938–1939 Turcja (częściowo drogą zabiegów dyplomatycznych, a częściowo siłą) zajęła İskenderun wraz z całym okręgiem (tzw. sandżakiem Aleksandretty, zwanym obecnie Hatay).
W czasie II wojny światowej, gdy Konstantynopol i Izmir znajdowały się w bezpośrednim sąsiedztwie frontów, İskenderun znalazło się w dość spokojnym rejonie Morza Śródziemnego, chronionym przez brytyjskie bazy wojskowe na Cyprze i w Egipcie. Tędy zaczęła przechodzić znaczna część morskiego handlu Turcji i pod koniec wojny İskenderun stał się szóstym pod względem obrotów portem Turcji. Przystąpienie Turcji do NATO (1952) i powołanie Paktu Bagdadzkiego (1955) oraz związana z tym rozbudowa baz morskich pociągnęły za sobą dalszy rozwój portu, który w 1952 r. zajmował już trzecie miejsce w kraju pod względem wielkości przeładunków.